# Nationalbank der Republik Moldau
Die Nationalbank der Republik Moldau (NBM) (rumänisch Banca Națională a Moldovei) ist die Zentralbank der Republik Moldau mit Hauptsitz in Chișinău. Die NBM ist eine unabhängige juristische Person des öffentlichen Rechts, die dem Parlament gegenüber rechenschaftspflichtig ist. Hauptziel des Bank ist die Erreichung und Aufrechterhaltung der Stabilität der Landeswährung, des Moldauischen Leu. Die Nationalbank arbeitet mit der Regierung zusammen, um ihre Ziele zu erreichen, und ergreift nach dem Gesetz die erforderlichen Maßnahmen, um diese zu erreichen. Die NBM informiert die Öffentlichkeit regelmäßig über ihre makroökonomische Analysen, die Entwicklung der Finanzmärkte und statistischer Daten, einschließlich Geldmenge, Kreditgewährung, Zahlungsbilanz und Devisenreserven.

## Geschichte
In Übereinstimmung mit den Rechtsvorschriften wurde 1991 ein zweistufiges Bankensystem geschaffen. Innerhalb dieses Systems fungiert die Nationalbank der Republik Moldau als Zentralbank, ist jedoch nicht im Geschäftsbankgeschäft tätig. Im Juni und Juli 1995 verabschiedete das Parlament zwei Gesetze, eins über die Nationalbank von Moldau und eins über Finanzinstitute.